# Javier Torralbo
Francisco Javier Torralbo más conocido como "Piru" (Madrid, España, 1975) es un exfutbolista

## Trayectoria
Francisco Javier Torralbo, conocido cariñosamente como “Piru” por su afición a las piruletas. Fue jugador en varios equipos modestos, tales como Alcalá, Móstoles, Amorós y Toledo. Fue precisamente en este último club, donde tras retirarse, se convirtió en director deportivo, y desde donde llegó, por primera vez, al Real Madrid en 2009. Se quiso renovar la gestión de la cantera, y el club se fijó en “Piru”. Ya de primeras, llama la atención que un club de la dimensión del Madrid, se fijara en un ejecutivo de un club de 2.ªB, pero así fue.
Más tarde, se marchó del Madrid, trabajó en Base Sport SL, una agencia deportiva, en la que era asesor de Pere Guardiola, hermano de Pep Guardiola. Base Sport SL, era propiedad de Mediapro.
En verano de 2014, Ramón Martínez, jefe de la cantera blanca, decide su regreso como sustituto de Paco de Gracia. Su nuevo cargo sería, el de responsable de captación para la cantera, en otras palabras, “Piru” es el ojeador estrella del Real Madrid.
En junio de 2016, tras la llegada de Pere Guardiola al Granada CF, se convierte en su director deportivo, cuya vinculación con la entidad granadina se extenderá para los próximos tres años.